# ام‌جی تیپ جی
ام‌جی تیپ جی (MG J-type) خودرویی است که در سال‌های ۱۹۳۲ تا ۱۹۳۴ تولید شده‌است.
این خودرو در کلاس خودرو اسپورت قرار گرفته، است.